# Xanthorhoe atrofasciaria
Xanthorhoe atrofasciaria är en fjärilsart som beskrevs av Schille 1900. Xanthorhoe atrofasciaria ingår i släktet Xanthorhoe och familjen mätare. Inga underarter finns listade i Catalogue of Life.